# 中川融
中川融（1911年3月30日—2001年8月31日），日本外交官、外交評論家，出生於日本本州新潟縣，東京帝國大學法學部政治學科畢業。曾任外務省亞洲局（現亞洲大洋洲局）局長、外務省條約局（現國際法局）局長、日本常駐聯合國代表等。

## 日本官方任職
- 外務省亞洲局局長（1953年）
- 日本駐英公使（1959年）
- 外務省條約局局長（1960年）
- 日本駐義大使（1964年）
- 日本駐蘇聯大使（1965年）
- 日本常駐聯合國代表（日语：国連大使）（1971年）

## 非日本官方任職
- 北方領土問題對策協會（日语：北方領土問題対策協会）副會長（1977年）
- 常設仲裁法院裁判官（1980年）
- 日本國際問題研究所副會長（1984年）

## 榮譽
- 勲一等瑞寶章（1982年）

## 著作
- （日語）